# Baudrier (sécurité)
Pour les articles homonymes, voir Baudrier.
Cet article possède un paronyme, voir Baudriller.

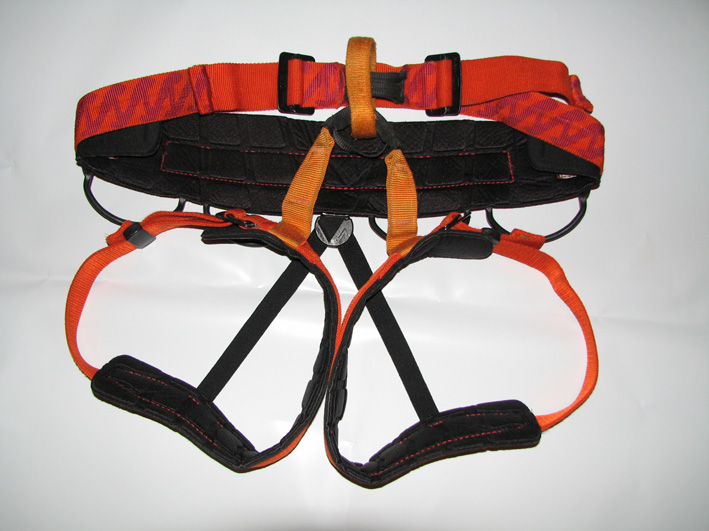
Un baudrier.

Le baudrier est un équipement de sécurité permettant à une personne de s'attacher à une corde, un câble, une ligne de vie. Le baudrier est un cousin du harnais.

## Baudrier de protection
Il se compose de sangles cousues qui viennent enserrer le bassin et le haut des jambes de la personne. Lorsque les sangles enserrent aussi le torse, on parle de harnais. Dans les textes réglementaires[Lesquels ?] de la Communauté européenne relatifs à la sécurité, le baudrier est désigné au sens large par « harnais », traduction de l'anglais « harness », terme polyvalent désignant le baudrier ou le harnais, selon les additifs « waist » (taille - ou bassin dans ce cas) ou « chest » (torse). Le mot « harnais » se trouve donc largement utilisé dans les textes à vocation sécuritaire[pas clair] et aussi chez les distributeurs. Mais cette vague n'a pas atteint le milieu montagnard, où seul le terme « baudrier » est utilisé pour désigner l'ensemble de sangles enserrant le haut des cuisses et la taille, ainsi que l'ensemble enserrant aussi le torse. Ce terme se trouve parfois réduit argotiquement en « baudard ». Le terme « cuissard » est également employé.
Il s'agit en général d'un équipement de protection individuelle (EPI) qui permet de répartir sur tout ou partie du corps les effets d'une chute autrement traumatisants lorsque l'encordement est réalisé à la taille. Il permet également d'y suspendre du matériel (dégaines, marteau pour un alpiniste, outils pour les travaux de grande hauteur, etc.).

### Travaux en hauteur
Les législations de nombreux pays imposent l'utilisation d'un baudrier et d'une ligne de vie pour les travaux en hauteur sans garde-corps. Le baudrier dispose alors de sangles plus larges, notamment au niveau du dos ou de l'arrière des cuisses pour améliorer le confort lors de suspensions prolongées. On peut également lui adjoindre une sellette pour travailler encore plus confortablement.

## Sports

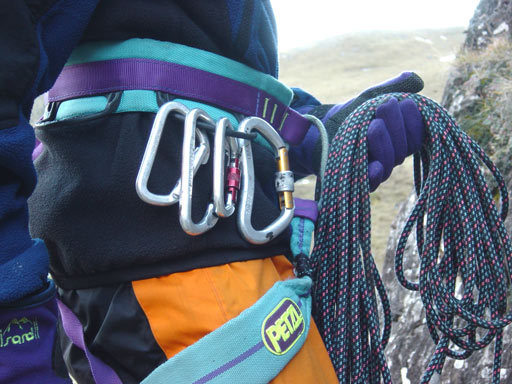
Détail d'un baudrier porté en escalade.

Le baudrier est largement utilisé dans la pratique de divers sports : escalade, alpinisme, canyonisme, via ferrata, spéléologie, ski hors-piste…

### Historique
Au début de l'alpinisme, les grimpeurs qui s'encordaient le faisaient sans baudrier, directement autour de la taille. Les cordes étaient faites de chanvre, un matériau qui n'était pas dynamique et donc n'absorbait pas l'énergie lors d'une chute. En cas de chute, celles-ci pouvaient casser et leur rôle se limitait à une aide du guide pour son client (corde tendue).
Avec l'apparition des cordes synthétiques, à la fin des années 1940 (le premier référentiel normatif sur les cordes est né des travaux de la Fédération française de la montagne (FFM) au début des années 1950), on a commencé à s'encorder sur une ceinture. Celle-ci était constituée d'un cordasson (petite corde, elle aussi synthétique) au départ noué de différentes façons autour du corps puis de plus en plus souvent cousu « côte à côte » de façon à constituer une large ceinture. Assez rapidement ces cordassons sont remplacés par des sangles. Des bretelles complètent l'ensemble ; on appelle alors le baudrier « torse » ou « baudrier de torse ». Plus tard, un ensemble de sangles autour des cuisses vient compléter le torse ; on parle alors d'« intégral », ou « baudrier complet ». Par la suite, c'est le torse qui disparaît, laissant place au cuissard actuel.

### Modèle contemporain
Actuellement c'est, le plus souvent, un ensemble de sangles cousues plus ou moins réglables à la taille et aux cuisses de l'utilisateur, permettant d'augmenter la sécurité et de se suspendre confortablement à une corde. Le baudrier simple forme trois anneaux de sangle reliés entre eux, destinés à maintenir la taille et le haut des jambes de l'utilisateur. Il est généralement pourvu d'un porte-matériel sur lequel il est possible d'accrocher les dégaines et autres mousquetons. Cette forme est le plus souvent utilisée et conseillée pour l'escalade artificielle, et pour les déplacements sur glacier (hormis pour les enfants, surtout en bas âge où il est conseillé d'utiliser un baudrier torse).

#### Baudrier-cuissard moderne
Tony Howard, Alan Waterhouse et Paul Sedon (concepteurs de produit chez Troll) inventent en 1979 le Mark V, premier baudrier-cuissard moderne, la ceinture et les cuisses sont reliées par un pontet. Tony Howard a eu cette idée grâce au modèle précédent qui a eu un grand succès, le Whillans, conçu pour une expédition à la face sud de l'Annapurna. Il recherchait une plus grande fiabilité, permettant de soutenir beaucoup de chutes importantes.

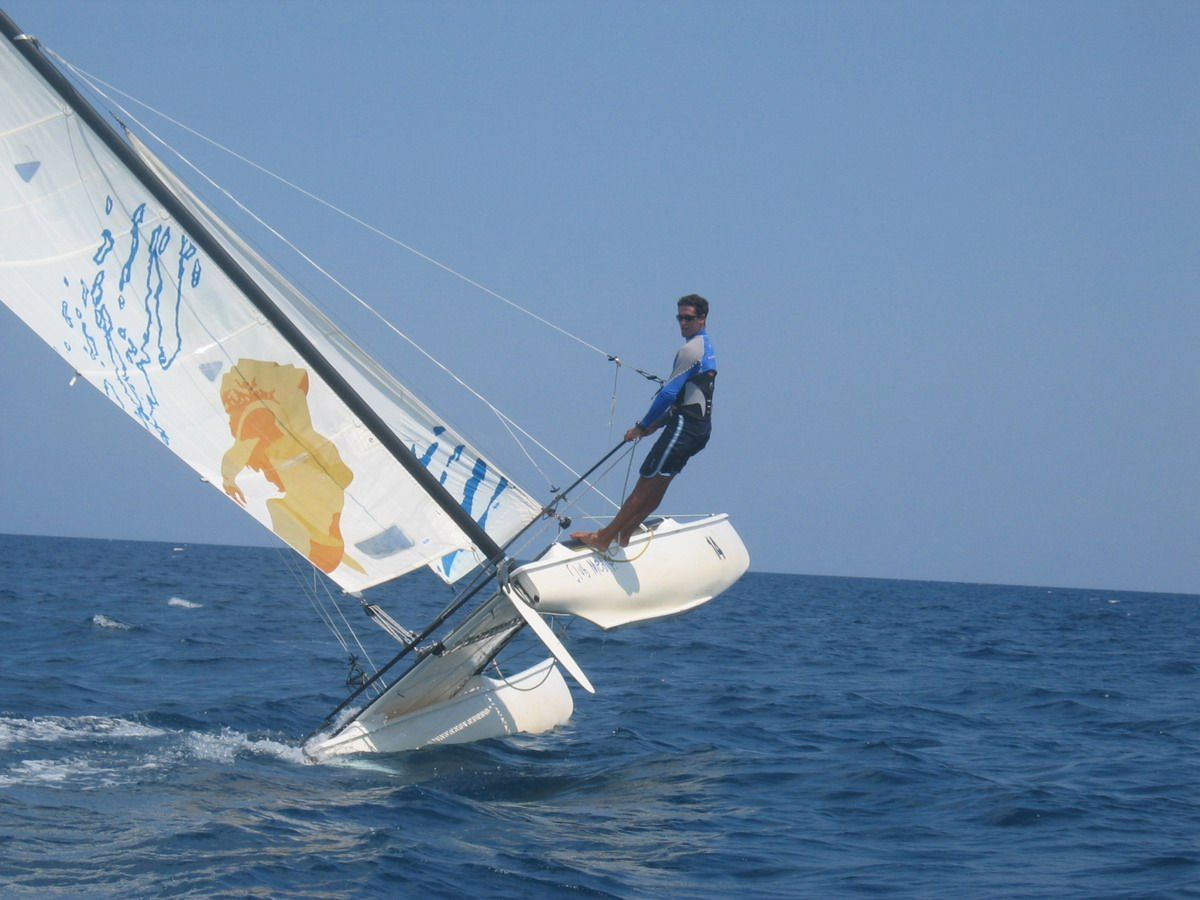
L'utilisateur d'un catamaran en rappel avec un trapèze et un baudrier.

### Voile
En nautisme, le baudrier permet aux véliplanchistes ou aux kitesurfeurs de transférer une partie de la charge de la voile au niveau de leur bassin.
Il permet aux équipiers d'un dériveur léger ou d'un catamaran de sport de placer leur corps en dehors du bateau afin de compenser la gîte grâce au trapèze.